# Вейль, Герман
Ге́рман Кла́ус Гу́го Вейль [Вайль] (нем. Hermann Klaus Hugo Weyl; 9 ноября 1885, Эльмсхорн, Шлезвиг-Гольштейн, Германская империя — 8 декабря 1955, Цюрих) — немецкий математик и физик-теоретик. Лауреат премии Лобачевского (1927).

## Биография
Родился в Эльмсхорне, маленьком городке недалеко от Гамбурга. Посещал гимназию Кристианиум в Альтоне. Его отец, Людвиг Вейль, был управляющим банка; мать, Анна Вейл (урожденная Дик), происходила из богатой семьи.
В 1904 году поступил в Гёттингенский университет, где стал учеником Д. Гильберта. В 1908 году закончил обучение, защитил диссертацию и пять лет преподавал в университете.
В 1913—1930 годах был профессором Высшей технической школы Цюриха и здесь он познакомился с Эйнштейном. Вейль, который и раньше серьёзно интересовался физическими проблемами, стал одним из первых активных сторонников общей теории относительности, он читал курс лекций по новой теории тяготения и размышлял над возможностью её дальнейшего развития.
Эти размышления он изложил в своей нашумевшей книге «Пространство, время, материя» (1918 год), которая в 1927 году получила международную премию имени Н. И. Лобачевского.
В период 1913—1923 годов Вейль опубликовал пять книг и 40 статей по математике и физике, в том числе топологии, теории чисел, математической логике, теории дифференциальных уравнений, дифференциальной геометрии, вопросам распространения электромагнитных волн, общей теории относительности, статистической физике, вопросам обоснования математики и философии науки. Вейль участвует в обсуждении и развитии основ квантовой механики, одним из этапов этого процесса стала его книга «Теория групп и квантовая механика» с общей теорией симметрии, вскоре оказавшейся полезной в квантовой теории поля и атомной физике.
В 1930 году Вейль по рекомендации уходящего в отставку Гильберта вернулся в Гёттинген в качестве преемника своего учителя. В 1933 году, после прихода к власти нацистов, Вейль, жена которого — философ-феноменолог Хелена Йозеф (1893—1948) — была еврейкой, эмигрировал в США, работал в Принстонском Институте перспективных исследований. В 1951 году вышел в отставку и вернулся в Цюрих.
Герман Клаус Гуго Вейль умер 8 декабря 1955 года в Цюрихе.

## Научная деятельность
Труды посвящены тригонометрическим рядам и рядам по ортогональным функциям, теории функций комплексного переменного, дифференциальным и интегральным уравнениям. Ввёл в теорию чисел т. н. «Суммы Вейля».
Наиболее значительны работы Вейля по алгебре (в области теории непрерывных групп, их представлений и инвариантов) и теории функций комплексного переменного (где его книга (1913) «Идея римановой поверхности» (Die Idee der Riemannschen Fläche) стала классической — впервые было совершенно строго определено понятие римановой поверхности, которое немедленно можно было распространить на любое многообразие).
Труды Вейля по прикладной линейной алгебре имели значение для последующего создания математического программирования, а работы в области математической логики и оснований математики до сих пор вызывают интерес. В своей философии Вейль принадлежал к сторонникам т. н. интуиционизма, по своим взглядам он был близок к Пуанкаре и Брауэру.
В теории чисел известны суммы Вейля, получившие большое значение в аддитивной теории чисел.
Большое значение имеют труды в области математической физики, где он вскоре после создания А. Эйнштейном общей теории относительности стал заниматься единой теорией поля. Хотя объединить тяготение и электромагнетизм не удалось, его теория калибровочной инвариантности приобрела огромное значение. Также Вейль известен применением теории групп к квантовой механике, основанным на глубокой идее симметрии в физике.
В 1918 г. предложил удобную систему аксиом для аффинного и евклидова точечного пространств (аксиоматика Вейля).

## Память
В 1970 году в честь Германа Вейля был назван кратер на обратной стороне Луны.
Ряд научных терминов получили название в честь учёного. Среди них:
- Дифферинтеграл Вейля
- Тензор Вейля
- Уравнение Вейля
- Асимптотическая формула Вейля
- Формула трубки Вейля